# 安原信治
安原 信治（やすはら しんじ、1974年12月7日 - ）は、日本の起業家。
石川県小松市出身。父親の地元でもある鳳至郡（現・輪島市）門前町に保育所年長の時に引っ越す。小松市生まれではあるが、輪島市が出身とよく紹介される。株式会社ハルテリベイマ 代表取締役。身長187cm、体重90kg。右利き。

## 略歴
門前町立櫛比小学校、門前町立門前中学校、門前高校を経て、1997年に大阪経済法科大学法学部法律学科卒業。1993年、ファッション誌にて短期間だけモデル業に従事。しかし、その時の住まいであった大阪（東大阪市）から東京へ移動を打診され悩んだ挙句断り、それが原因でその世界からも去った。東京に行かなかった理由としては、大学へはスポーツ推薦で入学しており、途中退学することに対するペナルティがいくつかあった為、そのリスクを冒してまで、また、親に迷惑をかけてまで続けることではないと判断した為である。しかし、大阪にあった小さな劇団には属しており、映るか映らないか程度の役ではあるが時代劇などにアルバイト程度でテレビには出ていた。
1995年1月17日、早朝5時46分、大学3回生になるこの年、阪神・淡路大震災が発生した。甚大な被害があった神戸中心部より直線距離で40ｋｍほど離れた東大阪市のマンションで一人暮らししていたが、その距離でも地響きで目が覚め、激しい揺れに見舞われ恐怖を感じたことが忘れられない。
1997年、株式会社光通信に入社。この時の時代背景としては、バブルもはじけ就職氷河期と言われ就職難真っ只中であった。
この頃よりベンチャー企業といわれる会社が台頭し始め、それまであった年功序列から実力主義というアメリカナイズされた企業風習が目立ち始めた。
また、金融ビックバンや再編という言葉も使われ、規制緩和やそれまでの日本的な企業観念の方向転換を図ろうという動きが目立ち始めていた。
そんな時代背景の中、ベンチャーの先駆者的な企業であった当該企業へ入社。早々に営業マンとして結果を出し、入社3ヶ月で部下を持つ責任ある立場へと出世していった。その後は出世と降格、グループ企業への転籍、退社 → 出戻りなどを繰り返した。また、転勤も多く、全国色々な地域へ命ぜられるまま移動した。企業買収や投資を主としたグループ企業へ転籍した際の実績が今の起業家としての理念の軸となっている。
転勤に関して補足すると、「明太子好きか？」「はい」「じゃあ明日から福岡ね！」とか、そんな感じで転勤した。それが当たり前となっていたためなのか、今でもフットワークが軽いのはそれが故と言えるであろう。
株式会社光通信は東証一部上場企業ですが、代表取締役まで上り詰めた和田氏とは同期入社で同事業部。当時（1993年～1998年の期間）、株式会社光通信の屋台骨であったDDI事業部というのがあったが、2人はそこに配属。入社した1997年4月と5月に新卒ながら同事業部にて全国での営業成績1位和田・2位安原を2か月連続で獲得した経緯がある。それほど営業センスに恵まれた2人であった。和田氏はとんとん拍子で出世し代表取締役までいったが、安原は営業センスは抜群だったがそれ以外はパッしなかったようだ。
2001年8月13日、とある病気で処方された薬の副作用でアナフィラキシーショックが起き、一時意識不明となり集中治療室で一晩目が覚めなかった経験をしている。
2007年（平成19年）3月25日9時41分、故郷である能登半島にて震度6強の能登半島地震が発生。これを機にUターンし、現在の会社を起業する。この時32歳。
まだ在職中であったが、会社から1週間休暇をもらって実家の片付けのために一時帰省。しかし、久々に帰った地元の疲弊しきった姿に愕然とした。1週間の休みでは片付けは進まず、もう1週間休みをもらった。その時ふと、地震が原因とかではなく、過疎化を始めとして活気が全くない故郷の姿が切なくなった。自分に何か出来ないかと思い、会社に電話し退職する旨を伝える。
ネット時代の昨今、故郷をもっとネットを活用してPRし能登半島を、輪島を宣伝したい。でもそれだけでは収益が得られない。PRしつつ収益が得られるものが何かということでインターネット通販を始めることにした。
2007年4月25日 インターネット通販サイト　輪食 OPEN。能登半島・輪島の海産物や農産物を販売。
2009年9月8日 ランドマークカフェ OPEN
人通りもない過疎まっしぐらな門前町。その門前町の主要商店街はまさしくシャッター街であり、商店ではなく一般宅が並び始めるなどすでに商店街の体をなしてなかった。地震のせいもあったかもしれないが、それが大きな原因ではない。
能登といえば新鮮な海産物がよくイメージされ、食といえば和が想像される。そんな中、先に記した商店街にイタリアンのカフェを能登で初めてOPENさせた。
通販サイト「輪食」で販売している地元の海産物や農産物を和ではなく洋で提案したく、そしてその説得力を強めるためにイタリアンカフェを始めた。
また、このカフェが賑わうことにより周りへのプラス効果を働かせたい考えもあった。
能登で、田舎でイタリアンが流行るわけがないと言われたが、そんな周りの心配をよそに時には行列ができるほど繁盛した。これがモデルケースとなり、能登にイタリアンやフレンチなどの洋食店が増えた。ランドマークカフェはまさしくパイオニア店として常に注目が置かれるようになった。また、県外の過疎地域で新しいことを始めようとする若手経営者たちのモデルケースともなり、視察に来る人たちに加え、その人達の前で講演をすることも多々あった。
2012年6月上旬 流派輪島 OPEN
輪島市の一大産業といえば日本史の教科書にも出たほどの日本を代表する伝統産業 輪島塗 でしょう。今では実用品というより鑑賞品のような位置づけになり、とても高価なものとして知られている。高価になる理由として仕上がりまでの工程が124もあるというその道程が高価格商品へと引っ張られているようである。そんな輪島塗を実用的なものへと改めてシフトチェンジさせ、絢爛豪華であり高価格帯であっても日頃から必要とされ使用されるオリジナルブランドを起ち上げたくこのサイトを始めた。代表的なものがソムリエナイフである。世界の一流ブランドでもあるシャトー・ラギオールをベースとしたソムリエナイフに輪島塗を施した、まさしく一流 × 一流の一点物が誕生した。作れば即売れてしまうこの輪島塗ソムリエナイフはこのサイトでしか購入できない。
2012年6月30日 のどぐろ屋 OPEN
輪島市の中心部には田舎ならではの小さな歓楽街がある。その地域の名前は観音町と呼ぶ。歓楽街といっても居酒屋とスナックが狭い場所で軒を連ねている。しかし、輪島の飲食街といえばこの観音町しかないというほど絶対的な飲食街である。のどぐろ屋はこの観音町にある。のどぐろといえば今では高級魚として有名となった白身魚。一昔前までは漁師さんは見向きもしない、むしろ海に戻していたような魚である。それが何故ここまで出世したのか？ その答えは最下部にあるリンクを是非参考にしてほしい。
のどぐろといえばここ石川県（金沢・輪島）が有名だが、そもそも石川県自体そこまでのどぐろの漁獲高はない。しかし知名度として石川県がよく取り上げられるが、その理由も先と同様、リンクを参考にしてほしい。そののどぐろの本場とされているここ石川県で美味しく安価に、そしてバリエーション豊富に食べられる店をつくりたいと思ったのがきっかけで出店した。
2012年8月初旬
従業員による横領が発覚。
2013年8月10日 能登運転代行 OPEN
能登半島・輪島、というより石川県全土は車がなければ行動できない地域である。しかし、お酒を飲みに出てしまうと帰りはタクシーしかない。では行った際の車はどうしよう？ということで、行きは家族に送ってもらって帰りはタクシーというのが殆どである。そこで、弊社が運営するランドマークカフェとのどぐろ屋をご利用いただいたお客様に少しでも安くお帰りいただこうとというとこで激安代行を始めた。10ｋｍ圏内は1,000円という激安料金は直ぐに固定客がついた。
2013年9月　一棟貸しの別荘による宿泊事業スタート
輪島市門前町にある別荘地にあるとある一棟を借り、宿泊業ができるよう免許等を取り宿泊事業を始めた。
2013年10月下旬
またもや従業員達による横領が発覚。並びに不正会計も同時に発覚。
この事件により倒産の危機と追い込まれる。この危機により、2014年1月運転代行事業の廃止、2014年3月ランドマークカフェを閉店し会社としての再生を図る。ランドマークカフェに関しては閉めたくなかったが人員補強ができなかった為に早々と決断する必要があった。田舎で、過疎地域で若手の人員補強をするということはとても難しいことであるとつくづく思い知らされた瞬間でもあった。
2014年2月28日 持寺珈琲 OPEN
輪島市門前町にある観光名所、大本山總持寺祖院の境内にカフェをOPEN。
石川県でも唯一無二の名所でもある大本山總持寺祖院の境内にカフェを始めたきっかけは、總持寺祖院の思いでもあった拝観のお客様がゆっくり落ちいて一休みできる場所が欲しいということと、弊社が思う祖院の恩恵を受けて商売が出来てた（ランドマークカフェ）恩返しをしたいという双方の思いが重なり境内でのOPENとなった。輪島市全体でみると観光名所はいくつかあるが、この輪島市門前町でいうとこの大本山總持寺祖院がなければ県外からは誰も訪れることはないであろう町であり、ましてや弊社が運営していたランドマークカフェもなくなってしまったいじょう、益々この總持寺祖院は地元としては大事にしていかなければいけない名所でもある。ファンが多かったランドマークカフェのランチメニューを一部引き継ぎ、總持寺祖院をイメージして仕上げた自家焙煎珈琲豆3種からなる珈琲やエスプレッソ・ラテを愉しんでもらえる店となっている。
寺カフェの元祖ともいえる店でもある。
2014年7月中頃
新たに不正会計が発覚。
この不正会計を機にさらなる経営再建を強いられることとなる。かなり強固な内容の再建プランではあったが、今では健全経営と戻った。
人員を減らすことは簡単ではあるが、田舎で、過疎地域で人員補強することはとてつもなく難しいようだ。補強できないものと諦めてしまった方がまだ気持ちは楽なようである。田舎ゆえに高校を卒業すると県外に出ていく人が多い。この田舎にいる若者は、その出た先で負けて帰ってくる人がとても多い。また、出ることもせず井の中の蛙状態の人のいずれかである。逆に、家業を継ぐことで帰ってくる若者はとても逞しい。これはどの過疎地域でも一緒であろう。負けて帰ってきた若者は自分を守ることで精一杯なので少しの苦に色々と理由をつけすぐ音を上げる。若者と共存することはとても楽しいが協働することはとても難しいことである。過疎地域で起業しここまで実績を作り上げていることの方が珍しいのではないであろうか。
2017年9月
居酒屋のどぐろ屋の名称をのどぐろ総本店に改名。
商標登録済
2019年12月13日
のどぐろ総本店を和倉にOPEN。
輪島に次ぐ2店舗目となる。
能登の冬時期（12月～3月）は閑散期となるため地元民はもとより観光客もまったく訪れない期間でもある。敢えてこの12月にOPENしたのは4月から忙しくなるタイミングを見越し、徐々に店を完成につなげていくための計算された出店タイミングであった。しかし、翌年の2020年4月と5月はまさかの新型コロナウィルスによる緊急事態制限が発令となり2か月休み、その後は営業時間の時短要請が繰り返し行われ、まともな営業ができ始めたのは2022年3月下旬となった。
2021年4月23日
金沢市新神田に焼肉気分新神田をOPEN。
知人が経営していた焼肉店を買い取った。時は新型コロナウィルスの感染拡大真っ只中。その知人も飲食店を複数経営していたが、コロナによって不採算店を閉める中にその焼肉屋があった。そこを買い取り店名はもとよりメニューから仕組みからガラッと刷新した。不採算店を買い取ったが見事黒字の店へと転換し、順調に経営が進んでいる。
居酒屋やカフェだけではなく焼肉という新分野においてもその手腕とアイディアが見事に発揮されたことを実証した形になる。
2022年12月3日
焼肉気分新神田を閉店。
理由は単に売上が予想を超えなかったこと。肉の仕入れ高騰から黒字を続ける自信が無いと素早い引き際を判断。
2023年5月27日
輪島の のどぐろ総本店 をこの日を最後に閉店。
輪島市のコロナにより観光ポテンシャルが著しく低下したことと、新しいことを受け入れようとしない市民性にサービス業として続けたとて未来は決して明るくないことが閉店理由。そして、のどぐろ総本店があった場所は、輪島市で一番の飲み屋街だったが、この場所が飲み屋街としては言えないほどの寂しい町並みに変化してしまった。ＯＰＥＮ当初周りは飲食店の灯だらけで夜はその雰囲気が賑わいそのものの演出もしていたほどだったが、今は見る影もない。むろん飲み屋街がどこかに新しく出来たわけでも決してない。2015年3月14日の北陸新幹線開業以降、金沢と能登には大きな格差が生まれた。仕事に対する姿勢や捉え方、サービス業（接客業）に対する感覚、流行の取入れ方、それまで閉鎖的だった金沢に流入人口が一気に増えたせいで鎖国から開国に大きく急激に変化した。逆に能登、中でも奥能登は一切変わることなくただただ金沢の変化についていけていない状態が続いている。2022年時点では観光客は実は関東より関西と北陸からが多く、その殆どが車で入ってきている。訪問地域も金沢に次いで加賀地方が多い。加賀温泉郷と金沢に人が流れているということである。奥能登で宿泊と言えば輪島市が一番多いが、宿泊者数で言えば同じ能登地域の七尾市にある和倉温泉郷は輪島市の5倍である。要は、能登を観光する場合、輪島は通過地点であり宿泊は和倉温泉となる。しかしこのコロナ期間で輪島がその通過点としても選ばれ難くなっているのが入込数で明白となっている。のどぐろ総本店は観光客も多く来店していたが、宿泊者数が減っている中売上が伸びることは想像し難い。また、輪島市民も人口減少が急加速しているのに加えて生活スタイルがこのコロナで変わってしまい今までも少なかった外食文化がさらに少なくなってしまった。観光客にはのどぐろを含めた能登の食を楽しんでいただく、地元客には今まで輪島にまで入ってきていなかった食を楽しんでいただくことをコンセプトとしていたが成り立たなくなってきた。これからは地元ＰＲを中からではなく、外で行うとし、金沢と関東・関西での出店計画を実行していく。

## 人物
- 音楽鑑賞。ドライブ。ドライブは特に大好き。
- 小学5年生から大学3回生まで剣道をしていた。剣道]段。大学3回生の時、練習中に椎間板ヘルニアになり、数日後には頸椎ヘルニアにもなりそのまま運動することを辞めた。
- SNSでは常に率直な意見を遠慮なくアップするため、そのストレートな物言いが時には仇となる場合があり敵が多いとも言われるが味方も多く、常に沢山の人から意見を求められている。
- 高校生や大学生、若手経営者を相手に講演をすることも多い。夢について、田舎で起業するための心得、飲食店オーナー向けのネットショップ開設の手引き といった関連が主に多い。しかし、近年は依頼があっても断ることも増えてきているようだ。理由は明かさないがその時間がむなしくなってきたようである。

## メディア出演・掲載
- 詳細は通販サイト 輪食の中にあるメディア掲載履歴を参照